# St. Nazianz, Wisconsin
St. Nazianz là một làng thuộc quận Manitowoc, tiểu bang Wisconsin, Hoa Kỳ. Năm 2006, dân số của làng này là 749 người.